# Abdij van Söflingen

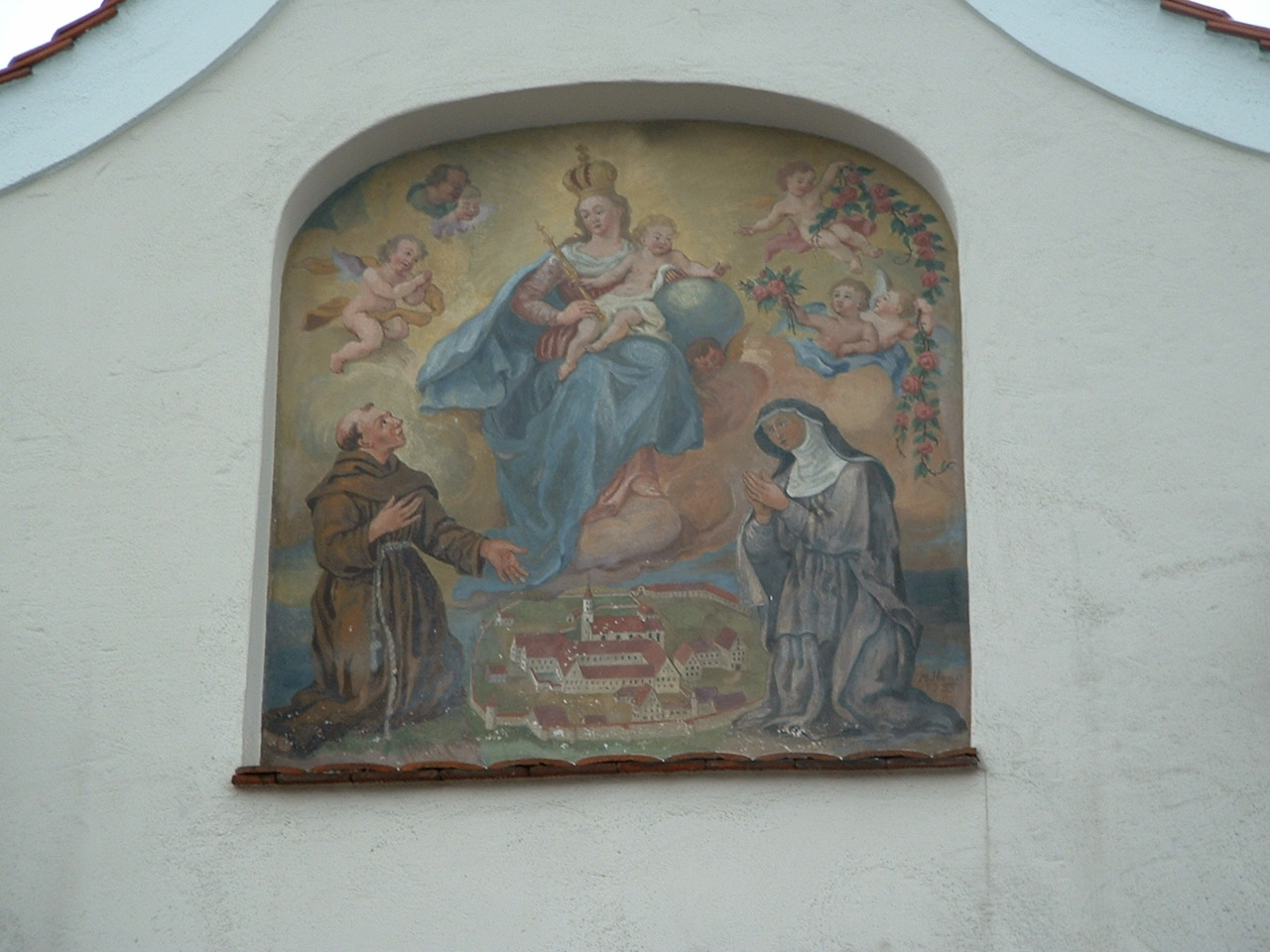
Abdij van Söflingen in de 18e eeuw

De Abdij van Söflingen was een tot de Zwabische Kreits behorende abdij binnen het Heilige Roomse Rijk.
In 1237 werd in Ulm het clarissenklooster Sint-Elizabeth gesticht. Toen graaf Hartmann van Dillingen een grote schenking in landgoederen aan het klooster deed, werd het klooster verplaatst naar Söflingen. Door de vrijgevigheid van de adel, het patriciaat van Ulm en andere steden werd Söflingen het rijkste clarissenklooster in Zuid-Duitsland met ongeveer 4000 onderdanen. 
In 1357 droeg keizer Karel IV de protectie van het klooster op aan de rijksstad Ulm. De pogingen van de rijksstad zijn voogdij uit te breiden tot de landshoogheid leidde tot veel strijd. Ulm probeerde de Reformatie ook in het kloosterdorp in te voeren.
In 1773 kwam het tot een vergelijk tussen de rijksstad en het klooster. Ulm deed afstand van de voogdij, de landshoogheid en de rechtspraak in Söflingen, Harthausen en Schaffelkingen.
Söflingen deed in ruil daarvoor afstand van Mähringen, Lehr, Jungingen, Breitingen, Holzkirch, Lonsee, Langenau, Weidenstetten, Söglingen en Bermaringen. Het klooster werd rijksvrij en werd in 1775 toegelaten tot het College van Zwabische Rijksprelaten in de Rijksdag.
Paragraaf 2 van de Reichsdeputationshauptschluss van 25 februari 1803 kende de abdij toe aan het keurvorstendom Beieren.
Ten gevolge van het grensverdrag van 18 mei 1810 kwam de voormalige abdij aan het koninkrijk Württemberg. 